# Méson

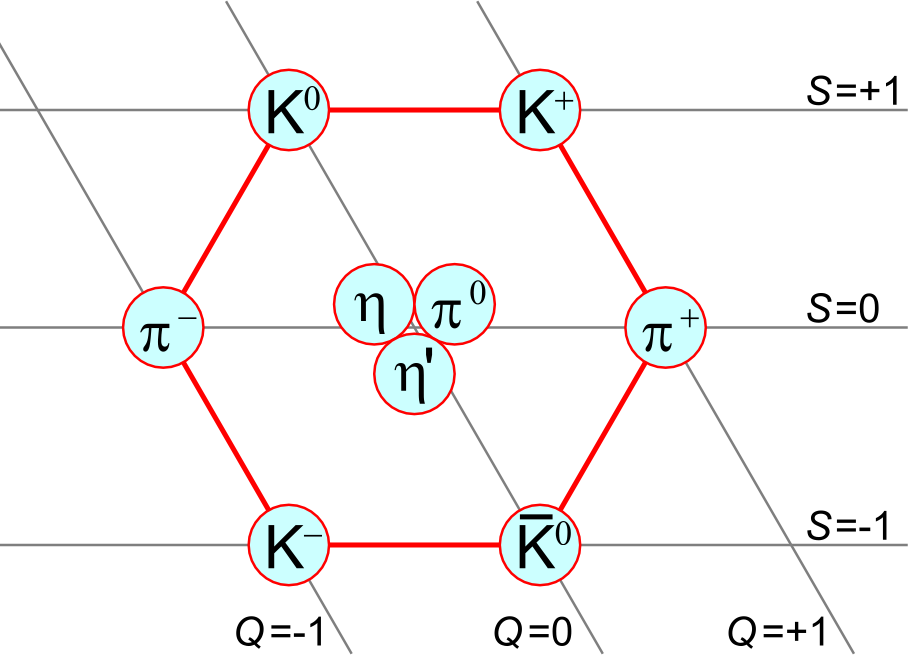
Noneto mesônico de spin 0.

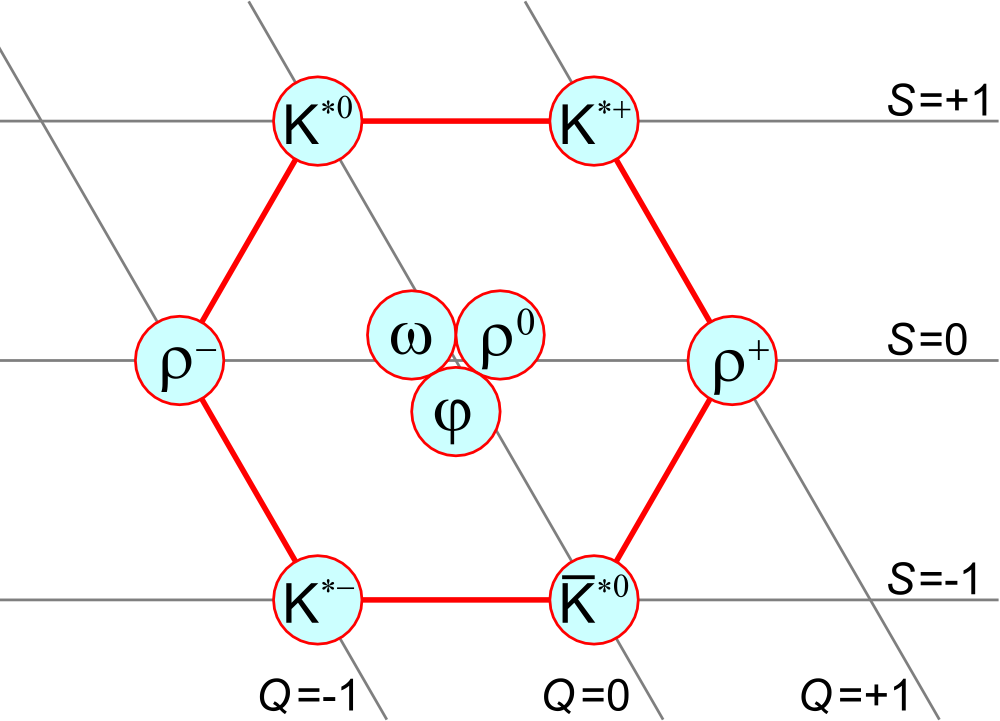
Noneto mesônico de spin 1.

O méson (português brasileiro) ou mesão (português europeu) é uma partícula subatômica (um hádron) composta por um quark e por um antiquark de carga de cor oposta. Frequentemente, um par de quark e antiquark não ocorre isoladamente, mas, em vez disso, mistura-se com outros de modo a que os quarks fiquem com uma sobreposição de sabores (como sempre, os sabores mais semelhantes em massa misturam-se mais).
Os mésons escalares (de spin 0) têm a energia mais baixa, e o quark e o antiquark têm spin oposto; nos mésons vetoriais (de spin 1), o quark e o antiquark têm spin paralelo. Ambos surgem em versões de maior energia quando o spin é aumentado por momentum angular orbital. A maior parte da massa de um méson provém da energia de ligação e não da soma das massas dos seus componentes. Todos os mésons são instáveis.

## História
Os mésons foram originalmente previstos como transportadores da força que liga os prótons e os nêutrons no núcleo. Quando foi descoberto, o múon foi identificado como membro da família devido à sua massa semelhante e foi-lhe dado o nome de "méson mu". No entanto, verificou-se que não mostra uma atração forte pela matéria nuclear. Na realidade, é um lépton. Mais tarde, descobriu-se o píon, e verificou-se que é este o verdadeiro transportador da força e que decai num múon.

## Tipos de mésons
| Partícula | Símbolo                              | Anti- partícula                         | Constituição                                                                       | Massa de repouso MeV/c2 | S  | C  | B  | Meia-vida  |
| --------- | ------------------------------------ | --------------------------------------- | ---------------------------------------------------------------------------------- | ----------------------- | -- | -- | -- | ---------- |
| Píon      | π+                                   | π-                                      | {\displaystyle \mathrm {u{\bar {d}}} }                                             | 139,6                   | 0  | 0  | 0  | 2,60×10−8  |
| Píon      | π0                                   | Ele mesmo                               | {\displaystyle \mathrm {\frac {u{\bar {u}}+d{\bar {d}}}{\sqrt {2}}} }              | 135,0                   | 0  | 0  | 0  | 0,83×10−16 |
| Kaon      | K+                                   | K-                                      | {\displaystyle \mathrm {u{\bar {s}}} }                                             | 493,7                   | +1 | 0  | 0  | 1,24×10−8  |
| Kaon      | {\displaystyle \mathrm {K_{S}^{0}} } | {\displaystyle \mathrm {K_{S}^{0}} }    | {\displaystyle \mathrm {\frac {d{\bar {s}}-s{\bar {d}}}{\sqrt {2}}} }              | 497,7                   | +1 | 0  | 0  | 0,89×10−10 |
| Kaon      | {\displaystyle \mathrm {K_{L}^{0}} } | {\displaystyle \mathrm {K_{L}^{0}} }    | {\displaystyle \mathrm {\frac {d{\bar {s}}+s{\bar {d}}}{\sqrt {2}}} }              | 497,7                   | +1 | 0  | 0  | 5,2×10−8   |
| Eta       | η0                                   | Ele mesmo                               | {\displaystyle \mathrm {\frac {u{\bar {u}}+d{\bar {d}}-2s{\bar {s}}}{\sqrt {6}}} } | 548,8                   | 0  | 0  | 0  | <10−18     |
| Rho       | ρ+                                   | ρ-                                      | {\displaystyle \mathrm {u{\bar {d}}} }                                             | 770                     | 0  | 0  | 0  | 0,4×10−23  |
| Phi       | φ                                    | Ele mesmo                               | {\displaystyle \mathrm {s{\bar {s}}} }                                             | 1 020                   | 0  | 0  | 0  | 20×10−23   |
| D         | D+                                   | D-                                      | {\displaystyle \mathrm {c{\bar {d}}} }                                             | 1 869,4                 | 0  | +1 | 0  | 10,6×10−13 |
| D         | D0                                   | {\displaystyle \mathrm {\bar {D^{0}}} } | {\displaystyle \mathrm {c{\bar {u}}} }                                             | 1 864,6                 | 0  | +1 | 0  | 4,2×10−13  |
| D         | {\displaystyle \mathrm {D_{S}^{+}} } | {\displaystyle \mathrm {D_{S}^{-}} }    | {\displaystyle \mathrm {c{\bar {s}}} }                                             | 1 969                   | +1 | +1 | 0  | 4,7×10−13  |
| J/Psi     | J/Ψ                                  | Ele mesmo                               | {\displaystyle \mathrm {c{\bar {c}}} }                                             | 3 096,9                 | 0  | 0  | 0  | 0,8×10−20  |
| B         | B-                                   | B+                                      | {\displaystyle \mathrm {b{\bar {u}}} }                                             | 5 279                   | 0  | 0  | -1 | 1,5×10−12  |
| B         | B0                                   | {\displaystyle \mathrm {\bar {B^{0}}} } | {\displaystyle \mathrm {d{\bar {b}}} }                                             | 5 279                   | 0  | 0  | -1 | 1,5×10−12  |
| Upsilon   | Υ                                    | Ele mesmo                               | {\displaystyle \mathrm {b{\bar {b}}} }                                             | 9 460,4                 | 0  | 0  | 0  | 1,3×10−20  |